# Phaleria capitata
Phaleria capitata – gatunek rośliny z rodziny wawrzynkowatych. Krzew lub niewielkie drzewo o wysokości do 10 metrów wysokości, o średnicy pnia do 15 cm. Gałązki czerwono-brązowe. Owoce kuliste o średnicy 1,5 cm. Rośnie w lasach od poziomu morza do 1200 metrów wysokości. Występuje na Sri Lance, na Półwyspie Malezyjskim, Sumatrze, Borneo, Celebes, Molukach, na Filipinach, Nowej Gwinei, na Karolinach i wyspach Tonga. Dostarcza jadalnych owoców i wykorzystywana jest jako roślina włóknodajna.